# Macrolabis scrophulariae
Macrolabis scrophulariae är en tvåvingeart som beskrevs av Tavares 1906. Macrolabis scrophulariae ingår i släktet Macrolabis och familjen gallmyggor. Inga underarter finns listade i Catalogue of Life.